# Marquesado de Fuente el Sol
El marquesado de Fuente el Sol es un título nobiliario español creado el 21 de julio de 1642 por el rey Felipe IV a favor de Juan Bautista de Bracamonte Dávila y Zapata.
Su denominación hace referencia al municipio de Fuente el Sol en la provincia de Valladolid, comunidad autónoma de Castilla y León. 

## Marqueses de Fuente el Sol
|                                | Titular                                            | Periodo                |
| Creación por Felipe IV         | Creación por Felipe IV                             | Creación por Felipe IV |
| ------------------------------ | -------------------------------------------------- | ---------------------- |
| I                              | Juan de Bracamonte Dávila y Zapata                 | 1642- ?                |
| II                             | Luis Mosén Rubín de Bracamonte y Dávila            |                        |
| III                            | Luis Rubín de Bracamonte Dávila Enríquez y Alarcón |                        |
| IV                             | Gaspar Ventura de Bracamonte y Zapata              | ? -1733                |
| V                              | Agustín Domingo Dávila y Bracamonte                | 1733-1786              |
| VI                             | Fernando Velaz de Medrano Bracamonte y Dávila      | 1786-1791              |
| VII                            | Gaspar Pedrosa y Bracamonte                        |                        |
| VIII                           | Agustín Pedrosa y Villalba                         | ? -1786                |
| IX                             | Eugenio Eulalio de Palafox y Portocarrero          | 1786- ?                |
| X                              | José Antonio de la Cerda y Marín de Resende        | ? -1825                |
| XI                             | José Máximo de la Cerda-Cernesio y Palafox         | 1825-1851              |
| XII                            | Juan Evangelista José de la Cerda y Gand           | 1851-1870              |
| Rehabilitación por Alfonso XII |                                                    |                        |
| XIII                           | Constantina de la Cerda y Cortés                   | 1879-1899              |
| XIV                            | José María de la Figuera y de la Cerda             | 1903-1936              |
| XV                             | José María de la Figuera y Calín                   | 1942-1952              |
| XVI                            | José María de la Figuera y López                   | 1954-actual titular    |

## Historia de los Marqueses de Fuente el Sol
- Juan de Bracamonte Dávila y Zapata (n. en 1580), I marqués de Fuente el Sol.

Se casó con María Dávila Pacheco y Coello de Portugal, II marquesa de Navamorcuende. Le sucedió su hijo
- Luis Mosén Rubín de Bracamonte Dávila, II marqués de Fuente el Sol.

Se casó con Mariana de Alarcón y Noroña. Le sucedió su nieto, hijo de Antonio de Bracamonte y Alarcón y Marían Enríquez de Almansa:
- Luis Rubín de Bracamonte Dávila Enríquez y Alarcón (n. en 1712), III marqués de Fuente el Sol.

Se casó con María Pimentel y Zúñiga. Le sucedió un hijo de Agustín Domingo de Bracamonte, hermano de su abuelo, el segundo marqués de Fuente el Sol.
- Gaspar Ventura de Bracamonte y Zapata (1642-1733), IV marqués de Fuente el Sol. Le sucedió un bisnieto del primer marqués:

- Agustín Domingo Dávila Bracamonte y Villalón Zapata y Figueroa (f. en 1786), V marqués de Fuente el Sol, VII marqués de Navamorcuende, XIII marqués de Cañete.

Se cCasó con María Teresa de Rojas, hija de José Antonio de Rojas Ibarra y Aguilera, VI conde de Mora y de su segunda esposa Isabel Antonia de Vargas y Alarcón, IV marquesa de Torre de Esteban Hambrán. Sin descendientes de este matrimonio.
Contrajo un segundo matrimonio con Micaela María de Castejón y Salcedo, hija de Martín José de Castejón Camargo III conde de Villarea, I conde de Fuerteventura y de Juana de Salcedo y del Río, hija de Pedro de Salcedo II conde de Gómara. Sin descendientes, tampoco, de este matrimonio. Le sucedió, de su hermana Ana María de Bracamonte y Villalón, el hijo de esta, por tanto su sobrino:
- Fernando Velaz de Medrano Bracamonte y Dávila Hurtado de Mendoza (fallecido en 1791), VI marqués de Fuente el Sol, VIII marqués de Navamorcuende, XIV marqués de Cañete. Le sucedió:

- Gaspar Pedrosa y Bracamonte, VII marqués del Fuente el Sol. Le sucedió su hijo:

- Agustín Pedrosa y Villalba, VIII marqués de Fuentes el Sol. Le sucedió:

- Eugenio Eulalio de Palafox y Portocarrero, IX marqués de Fuente el Sol, VI marqués de Moya. Le sucedió su hijo:

- José Antonio de la Cerda y Marín de Resende (1771-1825), X marqués de Fuente el Sol. Le sucedió su hijo:

- José Máximo de la Cerda-Cernesio y Palafox (1794-1851),  XI marqués de Fuente el Sol. Le sucedió su hijo:

- Juan Evangelista José de la Cerda y Grand (1817-1870), XII marqués de Fuente el Sol,  IX marqués de Bárboles , VIII conde de Parcent, IX conde de Contamina, conde del Villar.

Se casó con Fernanda Martínez de Carvajal y de Queralt, hija de José Miguel de Carvajal y Vargas, II duque de San Carlos , VI conde de Castilejo, IX conde del Puerto.
Rehabilitado en 1879 por:
- Constantina de la Cerda y Cortés (1856-1899), XIII marquesa de Fuente el Sol. Le sucedió, en 1903, su hijo:

- José María de la Figuera y de la Cerda  (1880-1936), XIV marqués de Fuente el Sol.

Se casó con Antonia Calín Conesa. Le sucedió, en 1942, su hijo:
- José María de la Figuera y Calín (1906-1952), XV marqués de Fuente el Sol.

Se casó con María del Carmen López y Casal. Le sucedió, en 1954, su hijo:
- José María de la Figuera y López, XVI marqués de Fuente el Sol, III marqués de Belmonte de la Vega Real.

Casado con María del Socorro de Vargas y Quiroga.